# Plecoptera megarthra
Plecoptera megarthra là một loài bướm đêm trong họ Erebidae.